# Stadtkirche Murrhardt

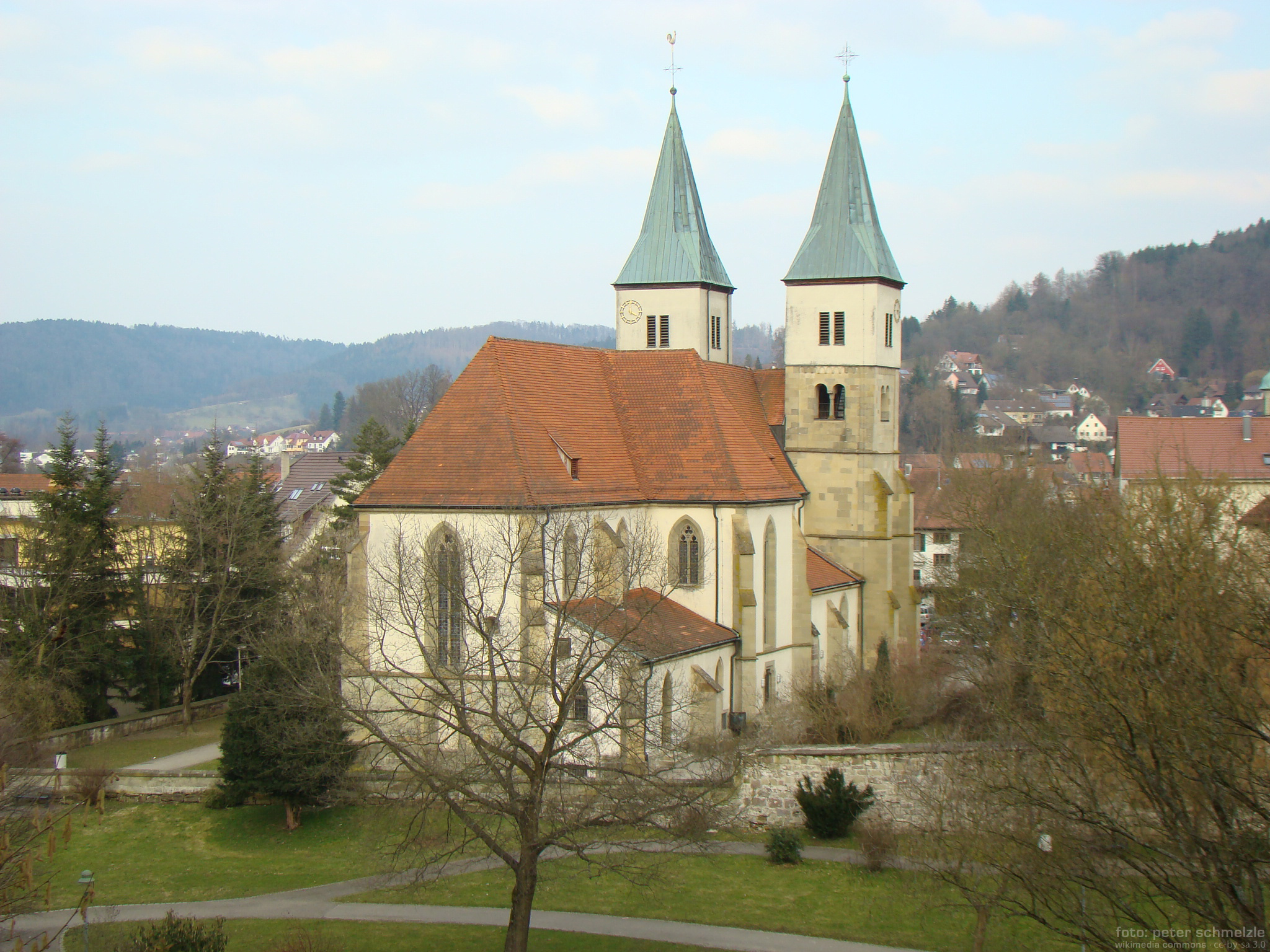
Stadtkirche Murrhardt

Die evangelische Stadtkirche Murrhardt ging aus der Klosterkirche St. Januarius des im 9. Jahrhundert gestifteten Klosters in Murrhardt hervor. Sie besteht in ihrer heutigen Form seit dem 15. Jahrhundert; als Stadtkirche dient sie seit 1867. Die um 1230 an die Stadtkirche angebaute Walterichskapelle gilt als eines der bedeutendsten Beispiele für spätromanische Architektur in Südwestdeutschland.

## Geschichte

Murrhardt um 1890

Um das Jahr 817 stiftete Ludwig der Fromme ein Kloster in Murrhardt, zu dem auch eine Klosterkirche gehörte, die der heiligen Maria, der heiligen Dreifaltigkeit und dem heiligen Januarius geweiht wurde. Erster Abt des Klosters war der fränkische Hochadlige Walterich, der zuvor Hausherr des Kronguts Murrhardt gewesen war. Die Kirche erhebt sich über den Fundamenten römischer Steinhäuser aus dem 2. Jahrhundert des beim Kastell Murrhardt entstandenen vicus. Die Stelle liegt etwa fünf Meter oberhalb der Murr-Talsohle und war wegen der überschwemmungsgeschützten Lage wohl schon früh besiedelt.
Die alte karolingische Kirche, die in etwa die Ausmaße des Mittelschiffs der heutigen Kirche hatte, wurde um 1020 abgebrochen und durch eine romanische, doppelchörige und dreischiffige Basilika ersetzt. Zwischen 1050 und 1080 gestaltete man den Westchor um und fügte eine Krypta ein. Der Ostteil der Kirche wurde um 1150 umgebaut und dabei die beiden Türme der Kirche errichtet. An den Nordturm baute man um 1230 die Walterichskapelle an. Nachdem 1304 Graf Albrecht von Löwenstein-Schenkenberg im Ostchor vor dem Marienaltar bestattet worden war, wurde dieser Bereich um 1325 unter Nikolaus von Löwenstein vollends zu einer frühgotischen Grablege der Grafen von Löwenstein umgestaltet.
Zwischen 1430 und 1450 wurden der Westchor und das Querschiff, anschließend das Langhaus im Stil der Gotik neu errichtet, womit die Kirche in etwa ihre heutige Form erhielt. Die Baumaßnahmen sind durch stilkritische Untersuchungen datierbar, vor allem aber durch Wappen des Abts Johannes von Leuzenbronn mit der Jahreszahl 1434, das im südlichen Querschiff neben einem württembergischen Wappen erhalten ist. Das Deckengewölbe war ursprünglich rötlich ausgemalt und mit Blumenranken verziert, Wandbilder schmückten die Wände. Für das späte Mittelalter sind bis zu zwölf Altäre in der Kirche nachgewiesen. Auf deren große Zahl weisen die drei gotischen Sakramentsnischen im Chor hin sowie eine weitere solche Nische an der Ostwand des nördlichen Querschiffs.
Auch nachdem die Kirche 1552 unter Herzog Christoph von Württemberg reformiert worden war, blieb das (nun evangelische) Kloster weiterhin bestehen. Zeitweilig befand sich dort eine Klosterschule, bis ins frühe 19. Jahrhundert auch ein Klosteramt.
Der Nordturm der Kirche wurde nach Beschädigungen im 16. und im 18. Jahrhundert größtenteils neu erbaut. 1682 wurde die gotische Ausmalung der Kirche übertüncht. Das Deckengewölbe wurde grau überstrichen, an die Stelle der gotischen Wandbilder trat angedeutetes barockes Rollwerk.
Ab 1766 war der umstrittene Theologe Friedrich Christoph Oetinger (1702–1782) Stadtpfarrer in Murrhardt und gleichzeitig Abt und Prälat des Klosters. Nach der Säkularisation wurde 1807 anstelle der Prälatur eine Pfarrstelle eingerichtet, doch war zunächst die nahe Walterichskirche die Pfarrkirche der Stadt. 1867 wurde die Klosterkirche zur Pfarrkirche der Stadt erhoben. Die Kirchengemeinde Murrhardt gehört heute zum Kirchenbezirk Backnang.
Bedeutende Renovierungen der Neuzeit fanden statt in den 1870er-Jahren (Einbau der neogotischen Kanzel, des steinernen Altars und des Taufsteins), 1968 bis 1970 (Außenerneuerung unter dem Architekten Hannes Mayer) und 1973 bis 1975 (Innenerneuerung unter Peter Haag und Architekt Laichinger). Bei der Erneuerung des Innenraumes ab 1973 unternahm man umfangreiche archäologische Grabungen, bei denen Fundamentreste aus allen Bauphasen dokumentiert wurden. Außerdem wurden Wandgemälde aus der Zeit um 1500 freigelegt. Bei der Neuausmalung des Kircheninneren entschied man sich für eine zweifarbige Bemalung (rötlich und grau), um beiden historischen Anstrichen gerecht zu werden.

## Beschreibung

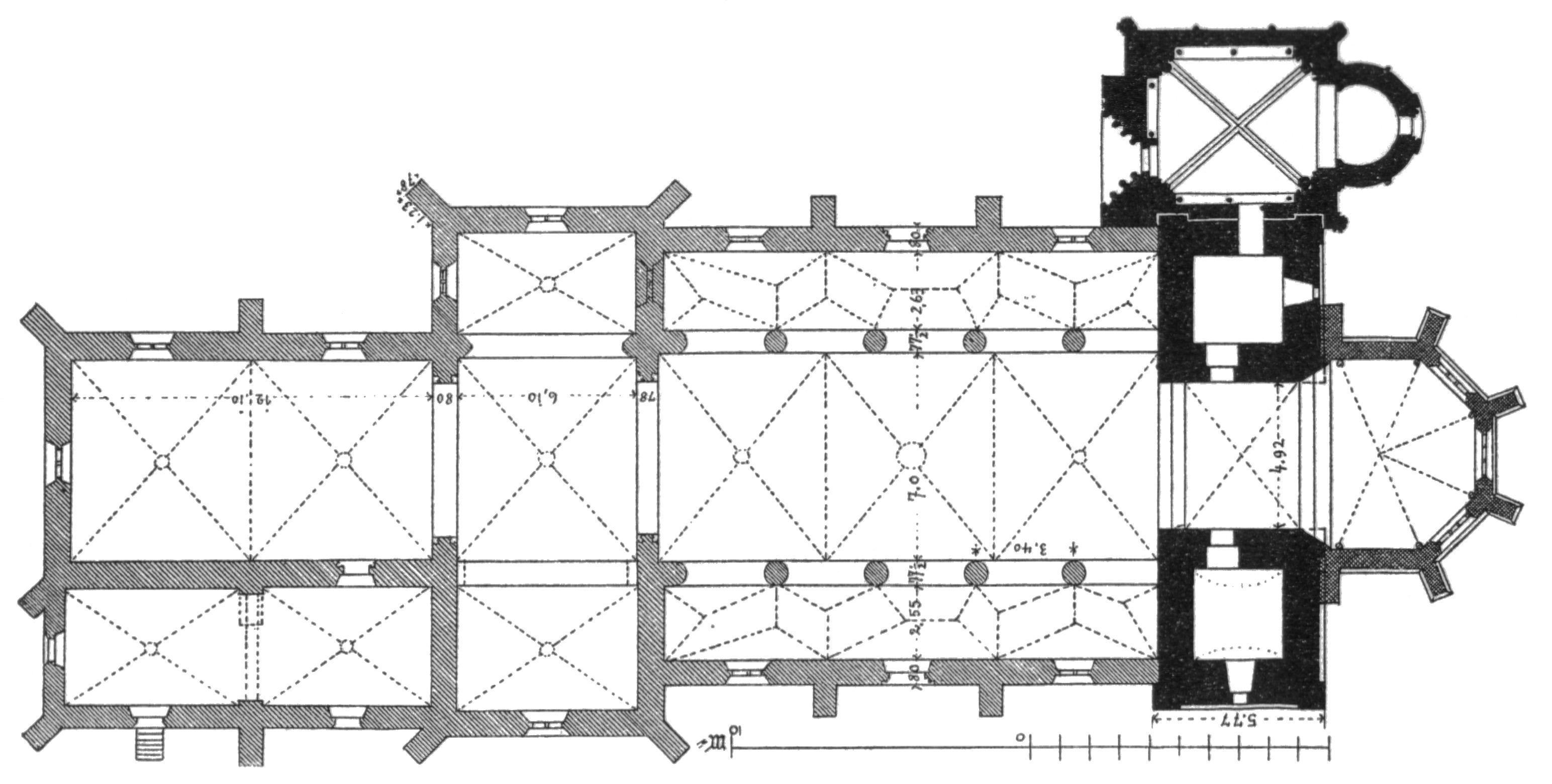
Grundriss der Kirche

### Hauptschiff des Langhauses
Die Stadtkirche Murrhardt ist eine kreuzförmige dreischiffige Basilika mit westlichem Querschiff, vieleckigem Ostchor und rechteckigem Westchor. Die Kirche ist seit den 1870er-Jahren nach Osten ausgerichtet, zuvor befanden sich Kanzel und Altar westlich im Vierungsbereich. Die Kirche ist nur lose bestuhlt, so dass die Bestuhlung für besondere Anlässe auch gedreht werden kann. Zu beiden Seiten des Hauptschiffs verlaufen jeweils fünf Arkadenbögen mit drei darüber gespannten Gewölbejochen. Die Säulen im Kirchenschiff tragen insgesamt zwölf aufgemalte Weihekreuze. Diese markieren die Stellen, die bei der Weihe der Kirche durch den Bischof mit Salböl berührt wurden, ihre Anzahl wird auch in Verbindung mit den zwölf Aposteln gesehen, weswegen sie auch als Apostelkreuze bezeichnet werden.
Die Schlusssteine des Gewölbes zeigen das Lamm Gottes mit der Siegesfahne, drei Männchen im Dreieck als Sinnbild der Dreifaltigkeit, das Schweißtuch der Veronika mit dem Christusgesicht, den Reichsadler als Zeichen der Reichsunmittelbarkeit des Klosters, das Wappen der Staufer mit den drei Löwen, einen einzelnen Löwen (Wappen derer von Löwenstein) sowie im 1975 erneuerten Gewölbe des südlichen Querschiffs das heutige Murrhardter Stadtwappen.

### Ostchor und Seitenschiffe

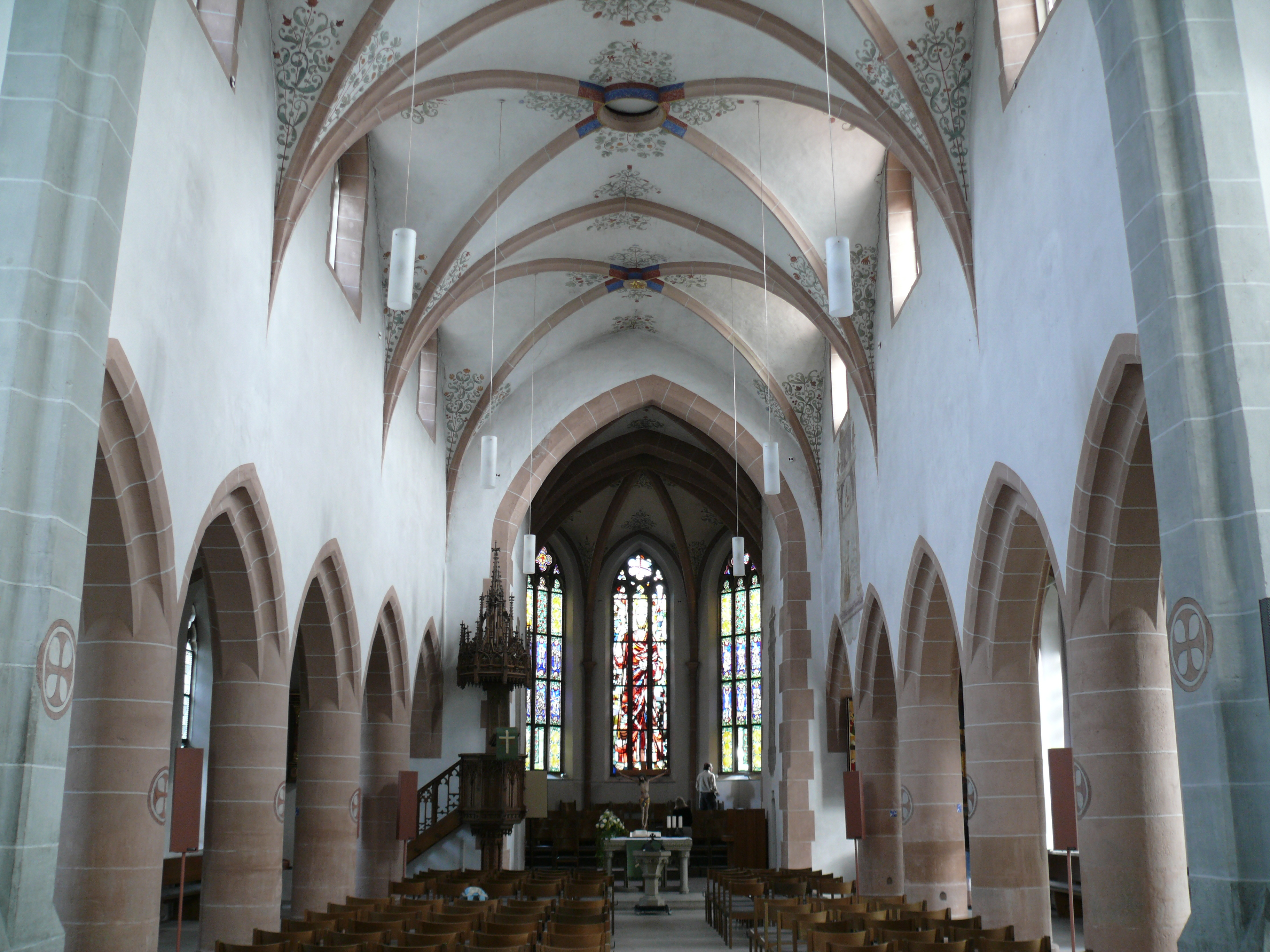
Blick durch das Mittelschiff zum Ostchor

Im Ostchor stehen neben der um 1870 entstandenen neogotischen hölzernen Kanzel der steinerne Hauptaltar und der Taufstein aus derselben Zeit vor dem Hintergrund des großen Kunstfensters von Walter Kohler aus dem Jahr 1930, den auferstandenen Christus darstellend. Im Chor sind drei Sakramentshäuschen erhalten, die nach ihrer künstlerischen Ausführung etwa auf die Jahre 1230, 1330 und 1450 datiert werden. An der Ostwand des nördlichen Querschiffs befinden sich Reste einer weiteren Sakramentsnische. Man nimmt an, dass jeder der einst zwölf Altäre in einer eigenen solchen Nische aufgestellt war.
Im südlichen Seitenschiff befindet sich der so genannte Allerheiligenaltar, der einst vermutlich Hauptaltar des Ostchors war. Dieser Flügelaltar zeigt im Mittelschrein drei geschnitzte Heiligenfiguren (Sebastian, Maria und Veit). Auf dem linken Flügel ist oben die Ausgießung des heiligen Geistes dargestellt und unten Papst Leo den Großen mit Johannes dem Täufer und den Heiligen Laurentius und Stefanus. Auf dem rechten Altarflügel sieht man oben die heiligen Jungfrauen, darunter ein Bild mit Benediktus, Franziskus und Jakobus. Auf dem Standsockel der Marienfigur im Mittelschrein ist der Altar auf 1496 datiert, eine Zeit, zu der Johannes Schradin Abt in Murrhardt war. Die Predella, unwesentlich jünger und einst Teil eines anderen Altars, zeigt den Schmerzensmann zwischen Maria und Johannes. Links im Bild ist kniend der Murrhardter Abt Oswald Binder dargestellt, rechts ist sein Stifterwappen angebracht.

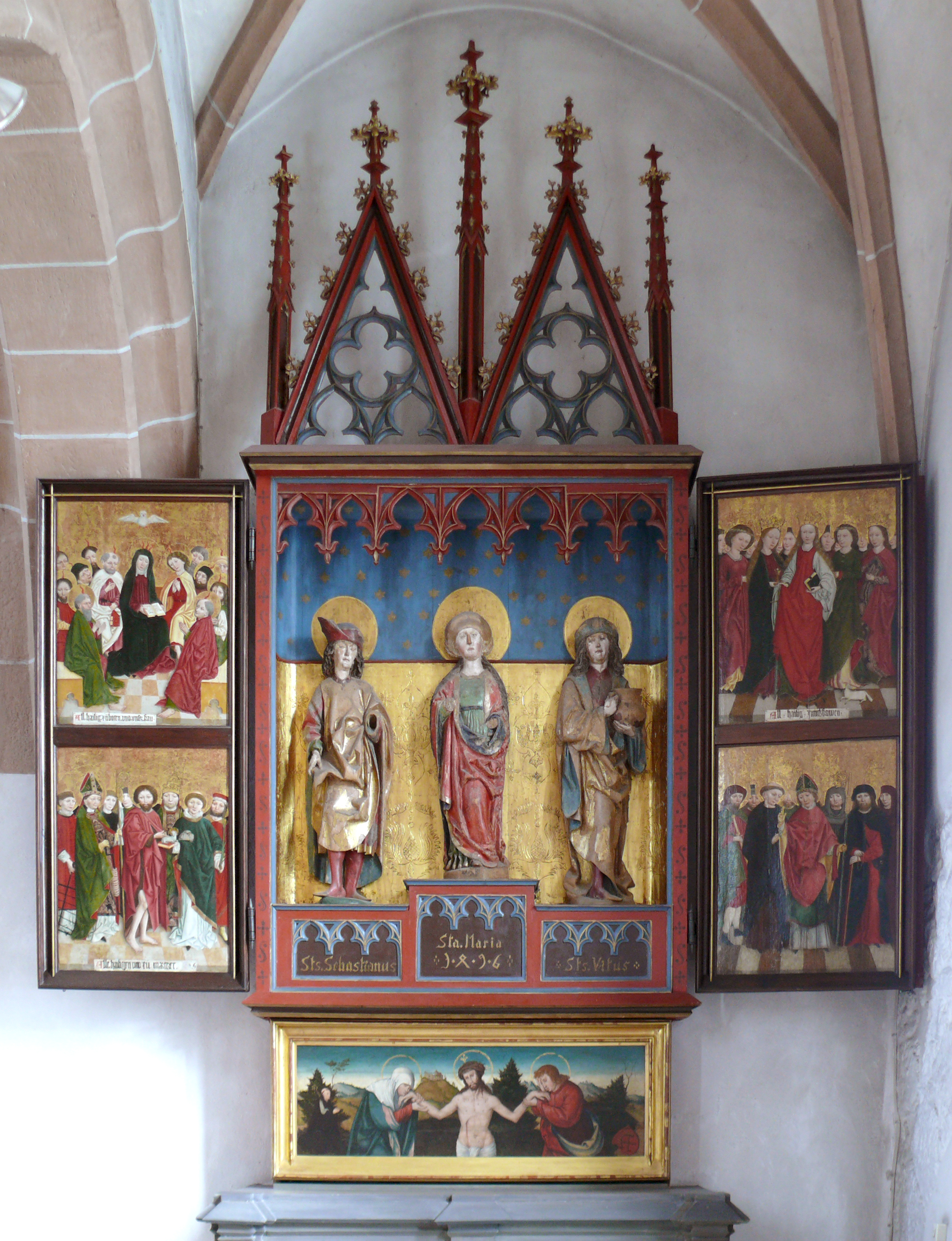
Allerheiligenaltar, um 1500
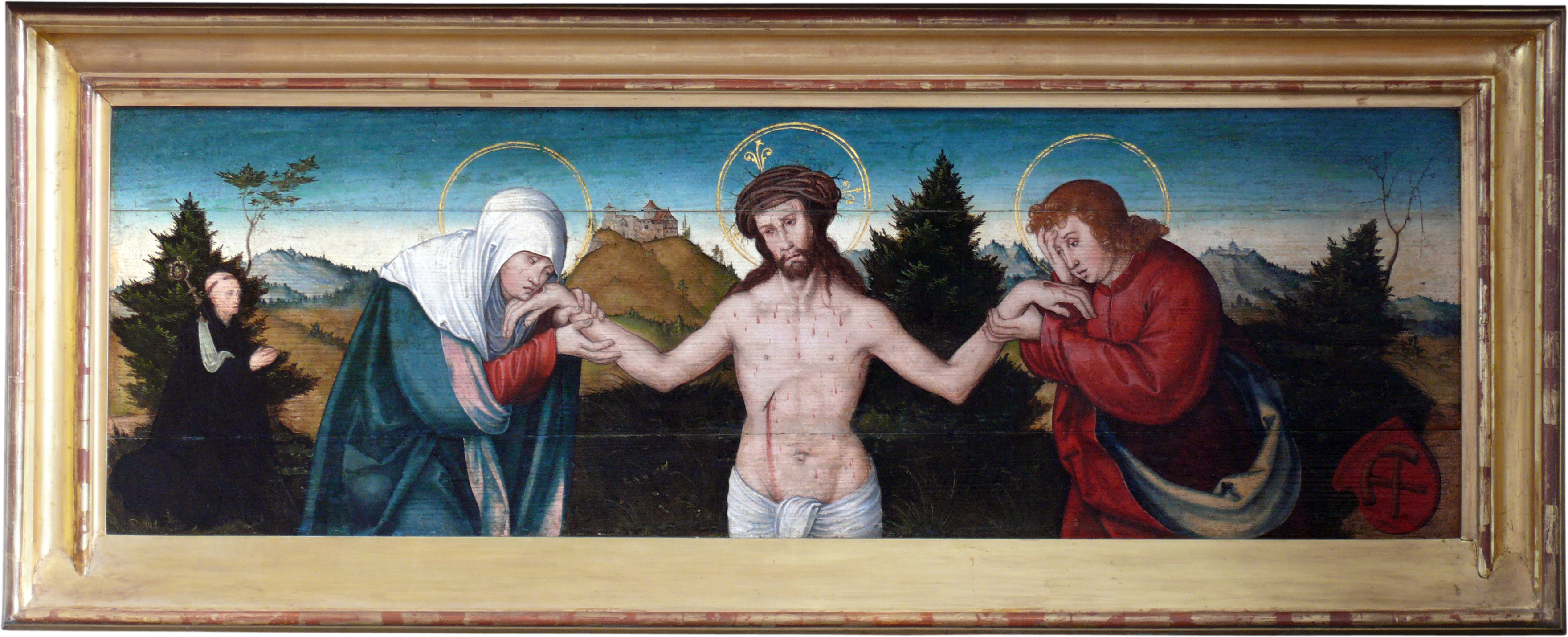
Predella des Allerheiligenaltars
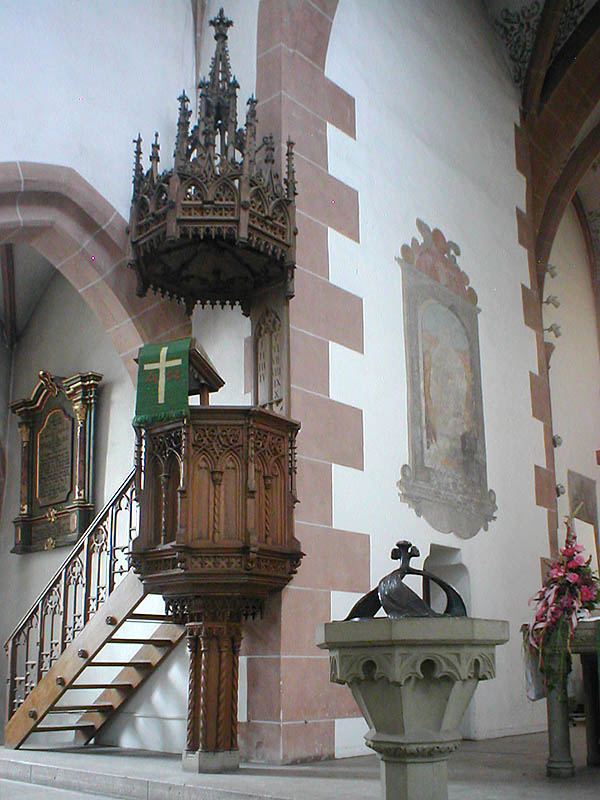
Kanzel, um 1870

### Querschiff

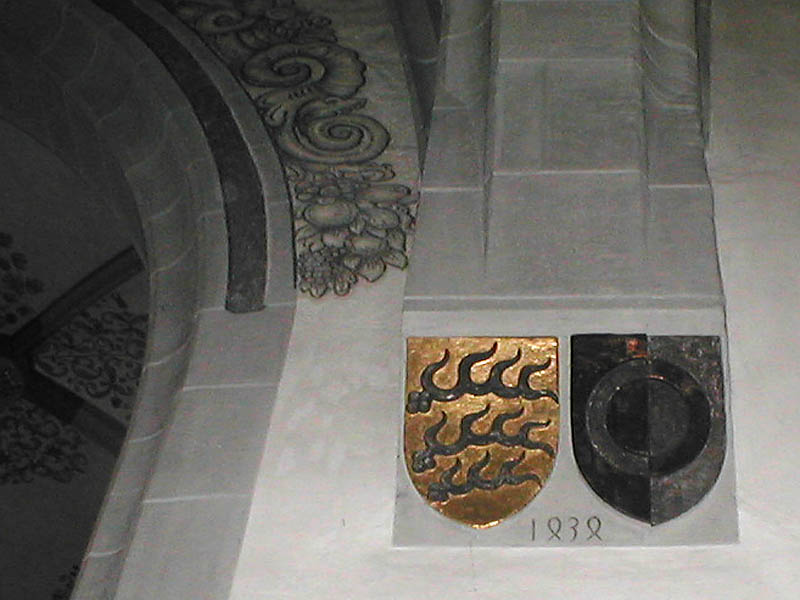
Wappenschilde von 1434 im Querschiff

Im Querschiff weisen zwei Wappenschilde (württembergische Hirschstangen und Wappen des Abtes Johannes von Leuzenbronn) mit der Jahreszahl 1434 auf das Datum der Fertigstellung des Bauteils hin.
Bemerkenswert ist vor allem das Kenotaph für Ludwig den Frommen († 840), auf dessen Deckplatte der Kaiser in gotischer Tracht dargestellt ist. Das Leergrab wurde vermutlich um 1440 errichtet. Auf einem Eckpfeiler des Querschiffs befindet sich die ebenfalls wohl um 1440 entstandene Statue des Kirchenpatrons Januarius.
Ein vermauertes Rundbogenportal führte einst in den Kreuzgang des Klosters. Die gotische Pforte am anderen Ende des südlichen Seitenschiffs war von 1870 bis 1973 zugemauert. An der benachbarten Säule berichtet eine lateinische Inschrift von einer Begebenheit aus dem Dreißigjährigen Krieg, als protestantische Truppen im Jahr 1643 den von den Kaiserlichen eingesetzten katholischen Abt Emmerich gefangen nahmen und ihn nach Freiburg verschleppten, wo er dann gestorben ist. Die Inschrift wurde nach dem Westfälischen Frieden 1648, als das Kloster wieder evangelisch wurde, teilweise unkenntlich gemacht und übertüncht, jedoch 1973 wiederentdeckt und restauriert.
Zwischen dem südlichen Querschiff und dem Westchor ist der so genannte Treffraum abgeteilt, der nach 1400 vermutlich als Marienkapelle angebaut wurde und bis 1972 als Sakristei gedient hat. Die neue Sakristei ist im Erdgeschoss des Nordturms.

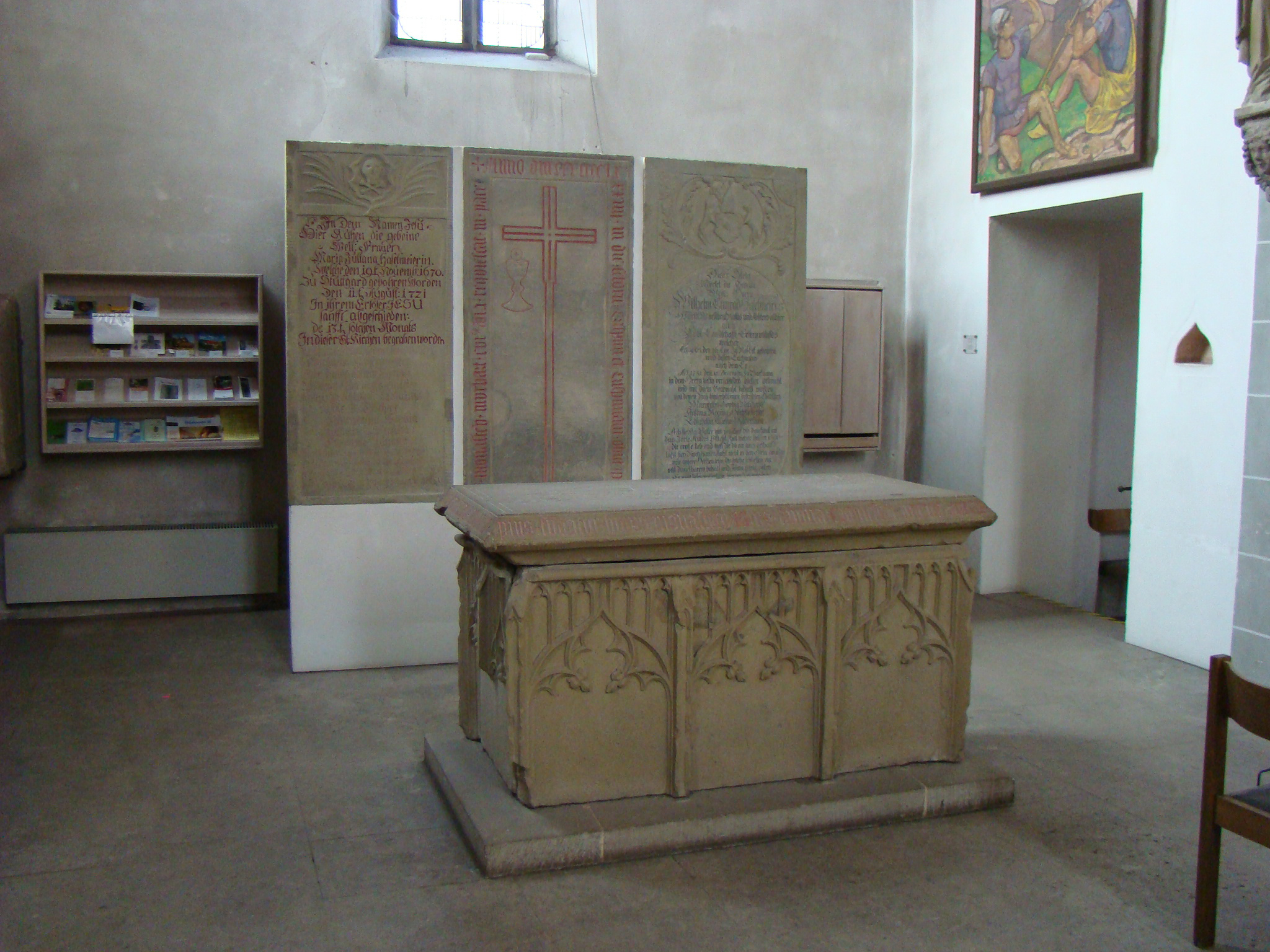
Querschiff mit Kenotaph und historischen Grabplatten
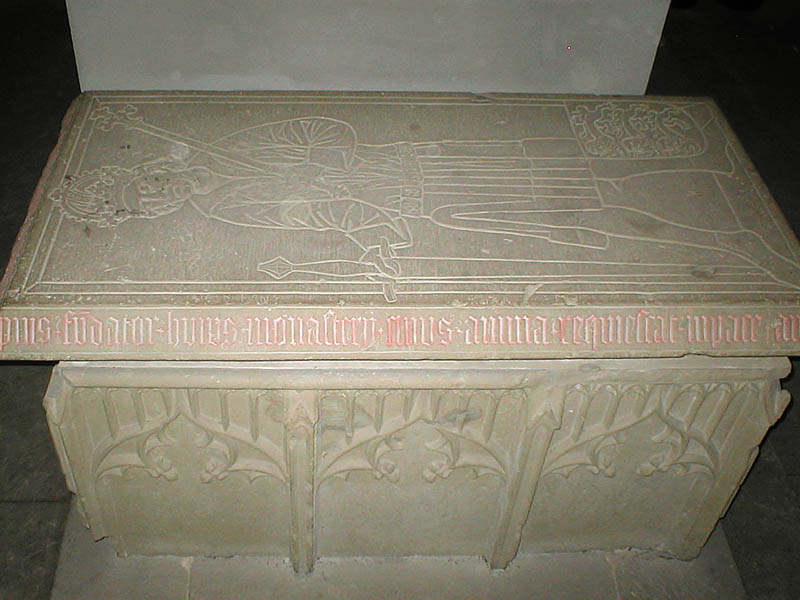
Kenotaph für Ludwig den Frommen
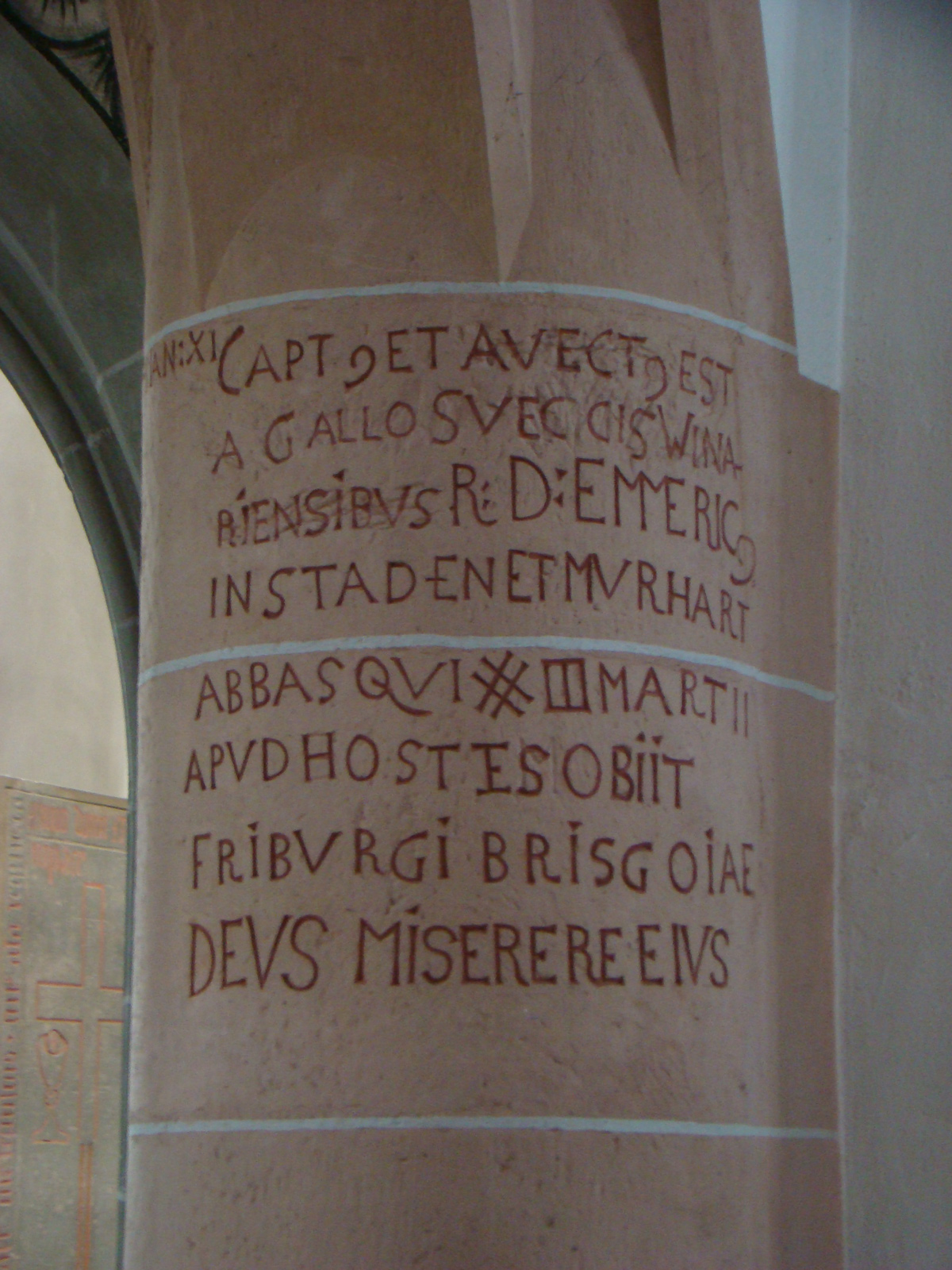
Inschrift aus dem Dreißigjährigen Krieg

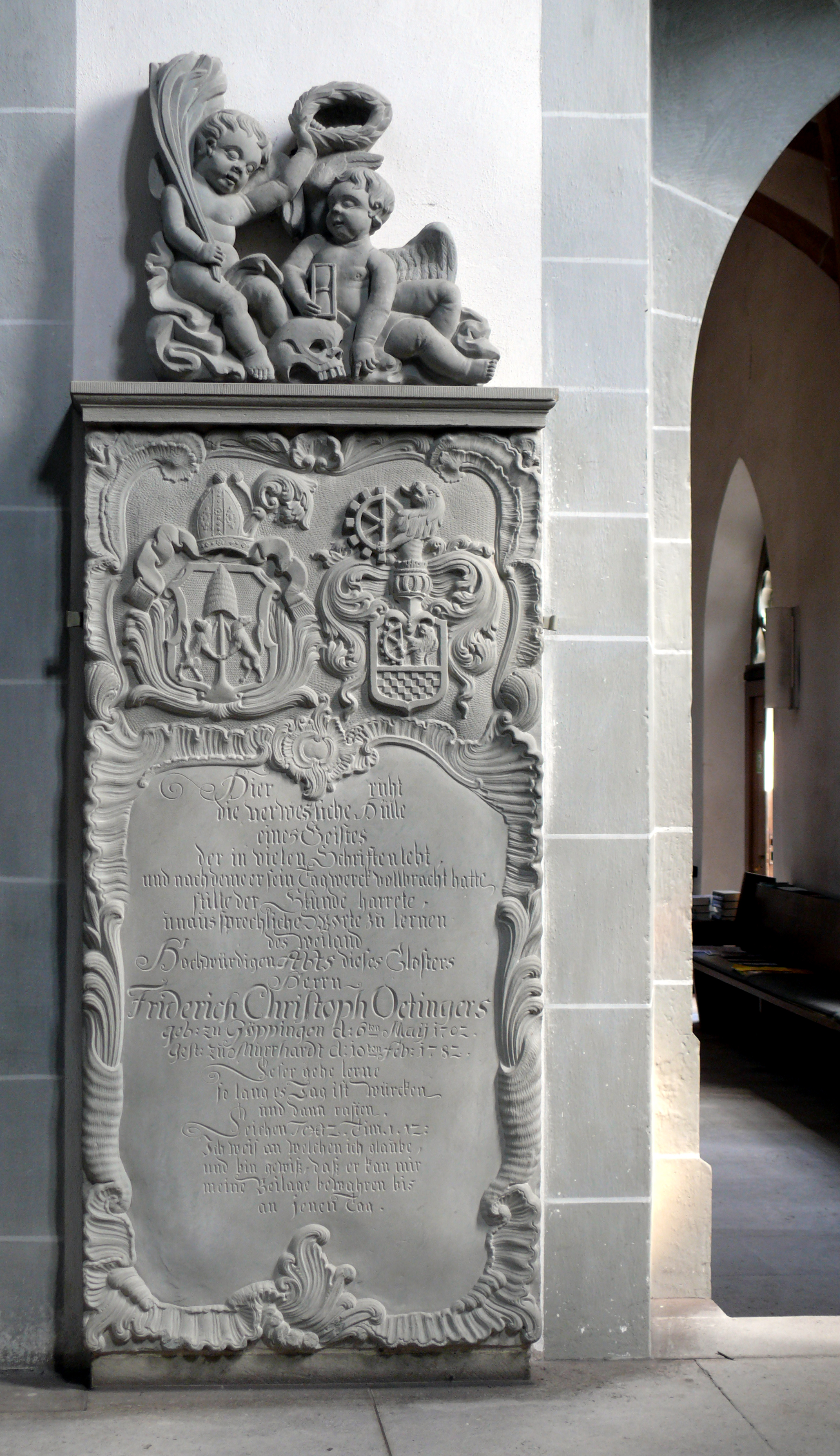
Oetinger-Grabmal

Im Querschiff befinden sich zahlreiche historische Grabsteine und Denkmale, die sich bis 1972 an verschiedenen Stellen der Kirche befunden haben. Es handelt sich überwiegend um Grabplatten von Äbten des Klosters oder von Grafen von Löwenstein. Der älteste Grabstein zeigt lediglich ein Kreuz und stammt aus der Zeit um 1050, es könnte sich hierbei um das Grabmal des Abts handeln, unter dem die Kirche damals im Stil der Romanik neu erbaut wurde. Eine weitere Grabplatte eines Abtes aus der Zeit um 1300 zeigt lediglich einen Abtsstab. Auf der Grabplatte von Nikolaus von Löwenstein von 1340 ist noch deutlich dessen Name zu erkennen. Eine Besonderheit bildet der Grabstein der Maria Juliana Haselmeier (1670–1721) als einziger Grabstein einer Frau in der Kirche. Sie war die Ehefrau des evangelischen Abtes Wilhelm Conrad Haselmeier (1663–1731), dessen Grabstein sich ebenfalls in der Kirche erhalten hat. Das schmuckvollste Grabmal ist das des Abts Friedrich Christoph Oetinger (1702–1782), der mit Wappen und floralen Elementen verzierte Inschriftenstein ist von zwei Putten mit allegorischen Symbolen bekrönt. Im nördlichen Seitenschiff ist eine hölzerne Gedenktafel für den 1752 verstorbenen Prälaten Berg angebracht.

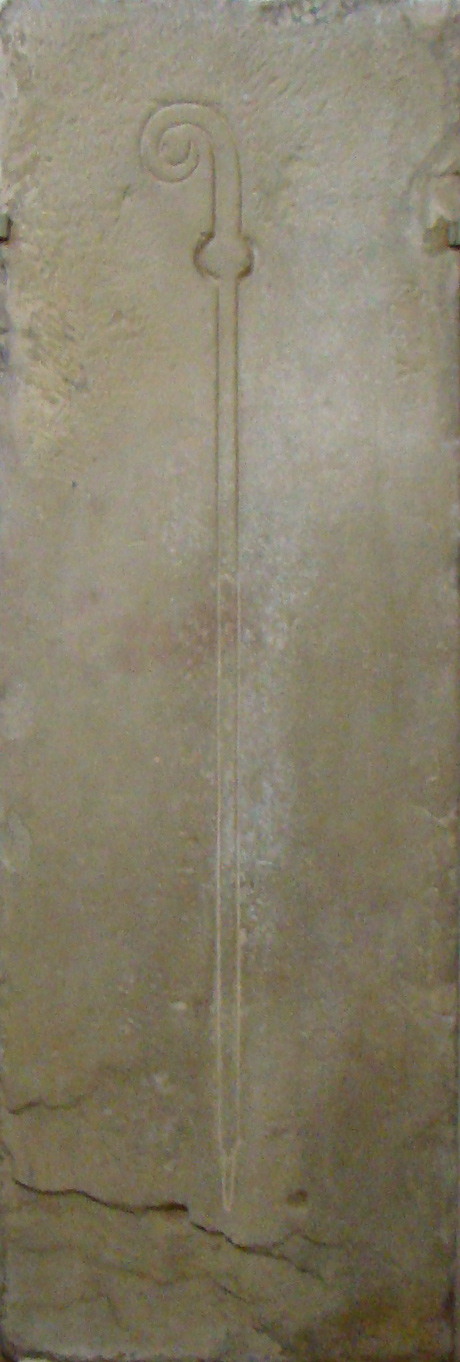
Grabplatte mit Abtsstab um 1300
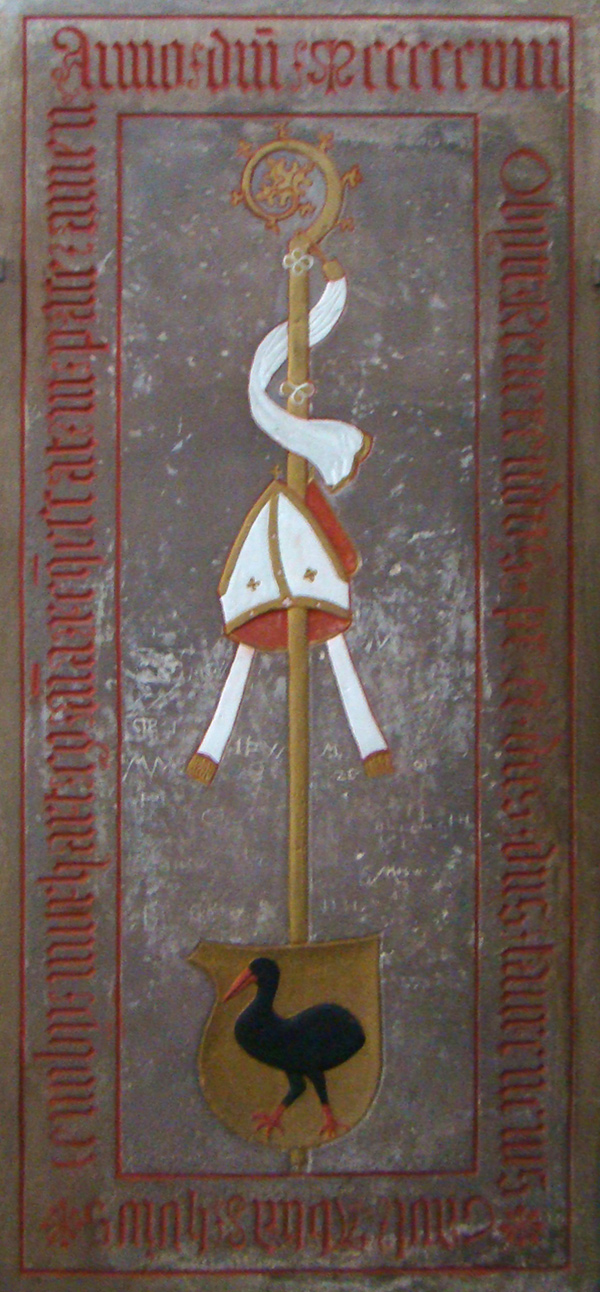
Grabplatte eines Abtes von 1508
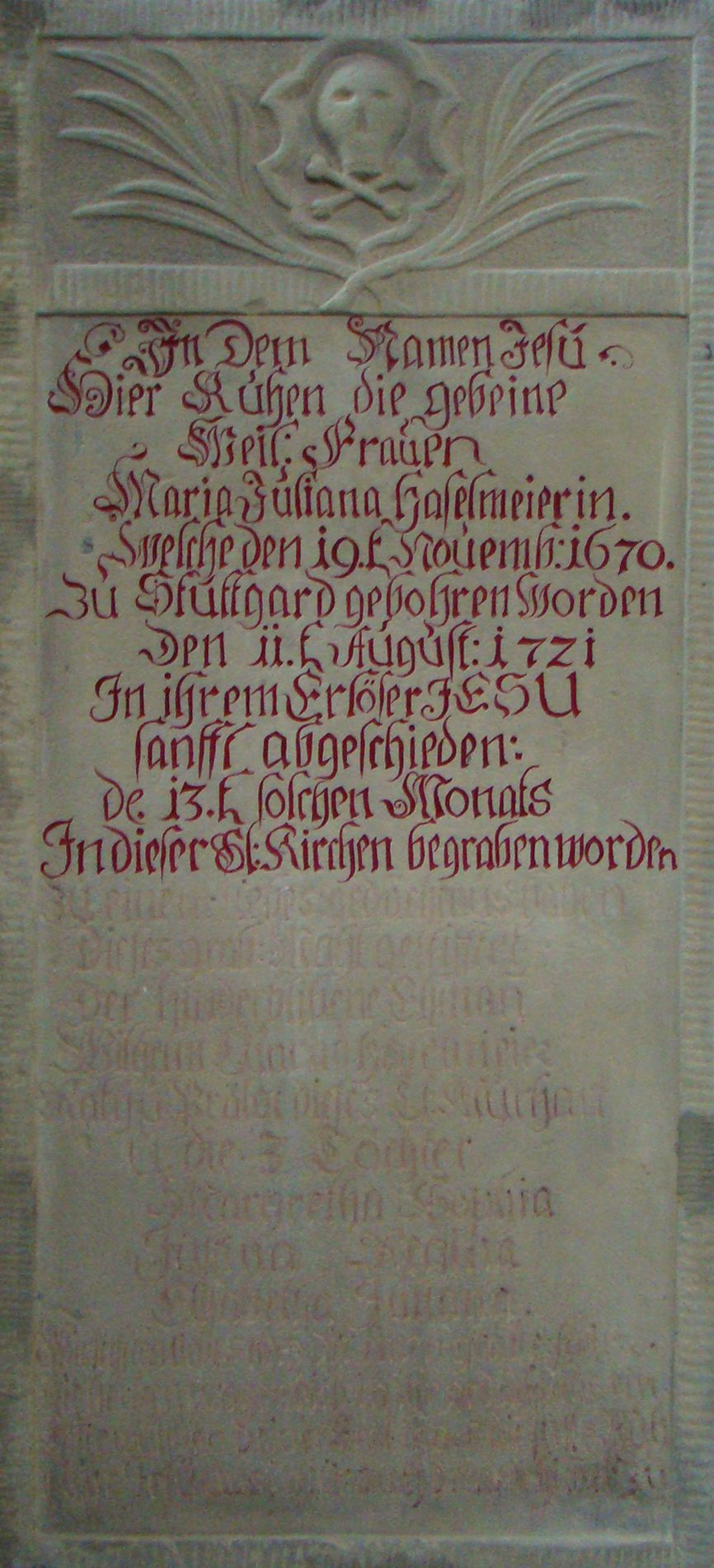
Grabmal der Maria Juliana Haselmeier († 1721)

### Orgel

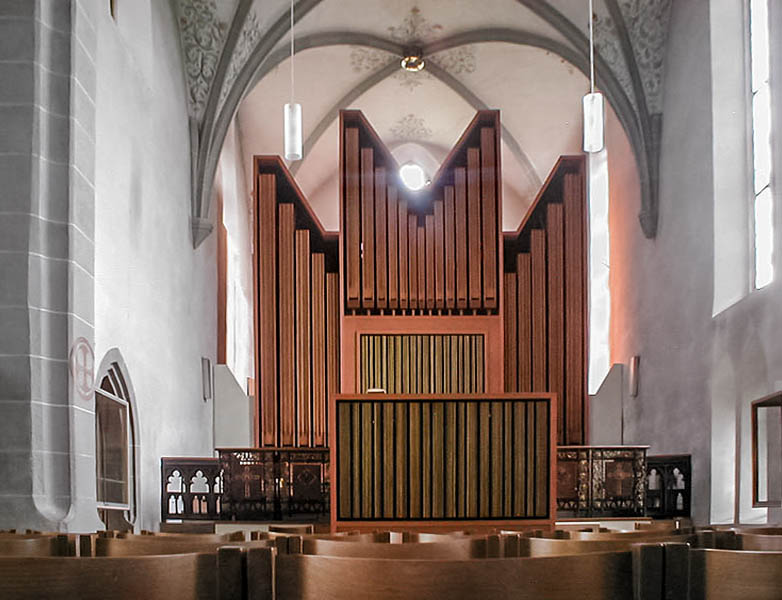
Ehemalige Walcker-Orgel im Westchor

Im Westchor befand sich bis 2017 die große dreimanualige Orgel aus dem Jahr 1977. Das Instrument war von dem Heidenheimer Kirchenmusikdirektor Helmut Bornefeld entworfen und von der Firma E. F. Walcker erbaut worden. Im Prospekt waren ausschließlich Holzpfeifen zu sehen, der Großteil der insgesamt über 3400 Pfeifen bestand jedoch aus Metall.
Das Schleifladen-Instrument hatte 37 Register auf drei Manualen und Pedal. Die Spieltraktur war mechanisch; die Registertraktur elektropneumatisch. Der Organist saß mit dem Rücken zur Gemeinde; hinter seinem Rücken befand sich das Rückpositiv, das wie das Brustwerk schwellbar angelegt war. In den Jahren 1996 und 2001 wurde das Instrument durch die Firma Orgelbau Kreisz (Schwäbisch Gmünd) technisch und klanglich überholt und auf 43 Register erweitert.
| I Rückpositiv C–g3 |               |       |
| 1.                 | Rohrgedackt   | 08′   |
| 2.                 | Prinzipal     | 04′   |
| 3.                 | Blockflöte    | 04′   |
| 4.                 | Quinte        | 2 ⁄3′ |
| 5.                 | Waldflöte     | 02′   |
| 6.                 | Quinte        | 1 ⁄3′ |
| 7.                 | Oktävlein     | 1′    |
| 8.                 | Stabspiel III | 1 ⁄7′ |
| 9.                 | Scharf V      | 01′   |
| 10.                | Rankett       | 16′   |
| 11.                | Hautbois      | 08′   |
|                    |               |       |
|                    | Tremulant     |       |

| II Hauptwerk C–g3 |               |        |   |
| 12.               | Quintade      | 16′    |   |
| 13.               | Prinzipal     | 8′     |   |
| 14.               | Gemshorn      | 8′     |   |
| 15.               | Prinzipal     | 4′     | K |
| 16.               | Harfpfeife    | 4′     |   |
| 17.               | Harfquinte    | 2 ⁄3′  |   |
| 18.               | It. Prinzipal | 2′     |   |
| 19.               | Mixtur III    | 2′     |   |
| 20.               | Mixtur IV–VI  | 1 ⁄3′  |   |
| 21.               | Kornett IV    | 5 1⁄3′ |   |
| 22.               | Trompete      | 8′     |   |
|                   |               |        |   |
|                   | Tremulant     |        |   |

| III Brustwerk C–g3 |                   |        |   |
| 23.                | Gedackt           | 8′     |   |
| 24.                | Salizional        | 8′     | K |
| 25.                | Dolce             | 8′     | S |
| 26.                | Rohrflöte         | 4′     |   |
| 27.                | Fugara            | 4′     | K |
| 28.                | Nasat             | 2 ⁄3′  |   |
| 29.                | Prinzipal         | 2′     |   |
|                    | Terz (aus Nr. 31) | 1 3⁄5′ | K |
| 30.                | Gemsquinte        | 1 ⁄3′  |   |
| 31.                | Hörnlein III      | 1 3⁄5′ |   |
| 32.                | Zimbel IV         | 2⁄3′   |   |
| 33.                | Cromorne          | 8′     | K |
|                    |                   |        |   |
|                    | Tremulant         |        |   |

| Pedal C–f1 |                      |        |   |
| 34.        | Holzprinzipal        | 16′    |   |
| 35.        | Untersatz            | 16′    |   |
| 36.        | Prinzipal            | 08′    |   |
| 37.        | Gedackt              | 08′    |   |
| 38.        | Choralbass           | 04′    | K |
| 39.        | Hohlflöte            | 04′    | K |
| 40.        | Basszink III         | 5 1⁄3′ |   |
| 41.        | Rauschbass II        | 2 ⁄3′  | K |
| 42.        | Posaune              | 16′    |   |
| 43.        | Trompete             | 08′    | K |
|            |                      |        |   |
|            | Tremulant Kleinpedal |        |   |

- Koppeln: I/II, III/II, III/I, I/P, II/P, III/P.
- Spielhilfen: Tutti, Zungen ab, 16′ ab, Setzeranlage: 3 × 1024 Speichermöglichkeiten, 2 davon abschließbar.
- Anmerkungen:

1. 1 2  Bis 1996 Teil des Registers „Larigot“.
2. 1 2  Prospekt.
3. 1 2  Bis 1996 Teil des Registers „Rauschharfe II“.
4. 1 2  Ursprünglich Teil der Pedalmixtur III.
5. ↑  Ursprünglich It. Prinzipal 4′.
6. ↑  Ursprünglich Clairon 4′.

K = neues Register von Orgelbau Kreis
S = Register von Schwarz 1904

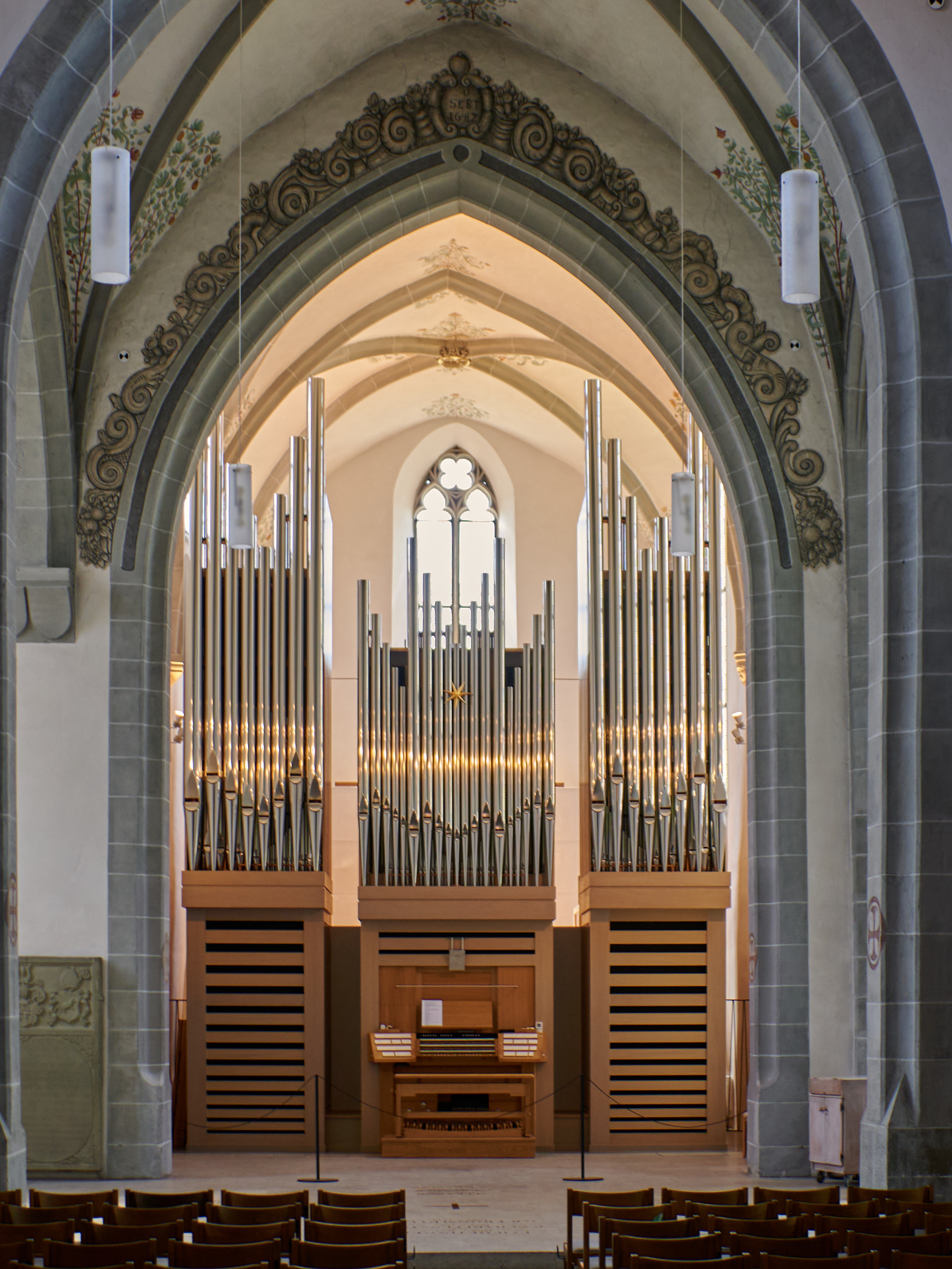
Neue Mühleisen-Orgel im Westchor

Die alte Walcker-Orgel erklang bis Juli 2017 und wurde dann durch ein neues Instrument der Leonberger Firma Mühleisen ersetzt, das Ostern 2019 fertiggestellt wurde. Die neue, dreimanualige Orgel mit einem dreiteiligen Freipfeifenprospekt und mechanischer Traktur verfügt über 53 Register, von denen 30 alte übernommen werden. Berücksichtigt man alle Transmissionen, Extensionen und Vorabzüge, so besitzt die Orgel 80 Registerzüge. Die Disposition lautet wie folgt:
| I Hauptwerk C–g3 |                 |        |
|                  | Contre Viole    | 32′    |
|                  | Bourdon         | 32′    |
| 1.               | Praestant       | 16′    |
|                  | Contre Viole    | 16′    |
|                  | Bourdon         | 16′    |
| 2.               | Principal       | 08′    |
| 3.               | Flöte           | 08′    |
| 4.               | Bourdon         | 08′    |
|                  | SW-Bourdon      | 08′    |
| 5.               | Gamba           | 08′    |
|                  | Viole           | 08′    |
| 6.               | Octave          | 04′    |
| 7.               | Rohrflöte       | 04′    |
| 8.               | Tertia          | 3 1⁄5′ |
| 9.               | Quinte          | 2 ⁄3′  |
| 10.              | Octave          | 02′    |
| 11.              | Mixtur major IV | 02′    |
| 12.              | Mixtur minor IV | 1 ⁄3′  |
| 13.              | Cornett V       | 08′    |
| 14.              | Fagott          | 16′    |
| 15.              | Trompete        | 08′    |

| II Schwellpositiv C–g3 |              |        |
|                        | Contre Viole | 16′    |
|                        | Bourdon      | 16′    |
| 16.                    | Praestant    | 08′    |
| 17.                    | Rohrgedeckt  | 08′    |
| 18.                    | Salicional   | 08′    |
| 19.                    | Quintade     | 08′    |
| 20.                    | Principal    | 04′    |
| 21.                    | Waldflöte    | 04′    |
| 22.                    | Quinte       | 2 ⁄3′  |
| 23.                    | Doublette    | 02′    |
| 24.                    | Terz         | 1 3⁄5′ |
| 25.                    | Larigot      | 1 ⁄3′  |
| 26.                    | Octävlein    | 01′    |
| 27.                    | Scharff IV   | 1 ⁄3′  |
| 28.                    | Rankett      | 16′    |
|                        | Fagott       | 08′    |
| 29.                    | Cromorne     | 08′    |
|                        | Tremulant    |        |

| III Schwellwerk C–g3 |                      |        |
| 30.                  | Contre Viole         | 16′    |
| 31.                  | Bourdon              | 16′    |
| 32.                  | Geigenprincipal      | 08′    |
| 33.                  | Doppelgedackt        | 08′    |
|                      | Viole de Gambe       | 08′    |
| 34.                  | Dolce                | 08′    |
| 35.                  | Voix céleste         | 08′    |
| 36.                  | Fugara               | 04′    |
| 37.                  | Flûte octaviante     | 04′    |
|                      | Violine              | 04′    |
| 38.                  | Nasard               | 2 ⁄3′  |
| 39.                  | Flautino             | 02′    |
| 40.                  | Terzflöte            | 1 3⁄5′ |
| 41.                  | Septime              | 1 ⁄7′  |
| 42.                  | Progressio III–IV    | 2 ⁄3′  |
| 43.                  | Basson               | 16′    |
| 44.                  | Trompette harmonique | 08′    |
| 45.                  | Oboe                 | 08′    |
|                      | Tremulant            |        |

| Solowerk C–g3 |              |     |
| 46.           | Murrflöte    | 08′ |
| 47.           | Stentorgambe | 08′ |
|               | Clarinette   | 16′ |
| 48.           | Clarinette   | 08′ |
|               | Carillon     |     |
|               | Zimbelstern  |     |

| Pedal C–f1 |                 |       |
| 49.        | Untersatz       | 32′   |
| 50.        | Principalbass   | 16′   |
| 51.        | Violonbass      | 16′   |
|            | Salicetbass     | 16′   |
|            | Subbass         | 16′   |
|            | Stillgedeckt    | 16′   |
|            | Octavbass       | 08′   |
|            | Violon          | 08′   |
|            | Salicet         | 08′   |
|            | Gedecktbass     | 08′   |
|            | Choralbass      | 04′   |
|            | Murrflöte       | 04′   |
|            | Murrflöte       | 02′   |
|            | Rauschpfeife II | 2 ⁄3′ |
| 52.        | Hintersatz IV   | 2 ⁄3′ |
| 53.        | Posaune         | 16′   |
|            | Fagott          | 16′   |
|            | Trompete        | 08′   |
|            | Fagott          | 08′   |
|            | Clairon         | 04′   |

- Koppeln:
  - Normalkoppeln: II/I (mechanisch), II/I (elektrisch), III/I, III/II, I/P, II/P, III/P
  - Suboktavkoppeln: II/I, III/I, II/II, III/II, III/III
  - Superoktavkoppeln: II/I, III/I, II/II, III/II, III/III, II/P, III/P
- Spielhilfen: Setzeranlage, Crescendowalze, Registerfessel, Sostenuto für jede Klaviatur, Absteller für jede Klaviatur
- Anmerkungen:

1. 1 2 3 4 5 6 7 8  Transmission/Extension aus Nr. 30; in der 32′-Lage erst ab c0.
2. 1 2 3 4 5  Transmission/Extension aus Nr. 31; in der 32′-Lage erst ab c0.
3. 1 2 3  Transmission/Extension aus Nr. 14.
4. ↑   Floating Division, d. h. dieses Werk besitzt keine eigene Klaviatur, sondern ist an jedes der drei Manuale frei ankoppelbar.
5. ↑  Extension aus Nr. 48.
6. 1 2  Extension aus Nr. 49.
7. 1 2  Extension aus Nr. 50.
8. ↑  Extension aus Nr. 51.
9. 1 2  Transmission/Extension aus Nr. 46.
10. ↑  Vorabzug aus dem Hintersatz IV 2 2⁄3′
11. 1 2  Extension aus Nr. 53.

### Glocken
Die Kirche besitzt vier Glocken. Deren größte befindet sich im Nordturm, die drei kleineren hängen im Südturm. Die heutigen Glocken stammen aus den Jahren 1951 und 1976. Eine frühere Glocke aus dem 15. Jahrhundert wurde nach Anschaffung der letzten neuen Glocken 1976 in die Walterichskirche umgehängt.
Die größte Glocke ist die 1976 von Anna Meyer gestiftete Betglocke, sie hat den Ton es′ und trägt die Inschrift „Der Herr ist mein Hirte“. Die zweitgrößte Glocke ist die 1951 von der Gemeinde angeschaffte Friedensglocke mit dem Ton f′, sie trägt die Inschrift „Herr Gott, du bist unsere Zuflucht“. Die Ruferglocke mit dem Ton as′ wurde 1951 von Friedrich Gampper gestiftet, ihre Inschrift lautet „Land, Land, Land, höre des Herrn Wort!“ Die Taufglocke, die kleinste der Glocken mit dem Ton b′, wurde 1976 von Mathilde Ehrmann gestiftet und trägt die Inschrift „Dienet einander als gute Haushalter Gottes“.

## Walterichskapelle

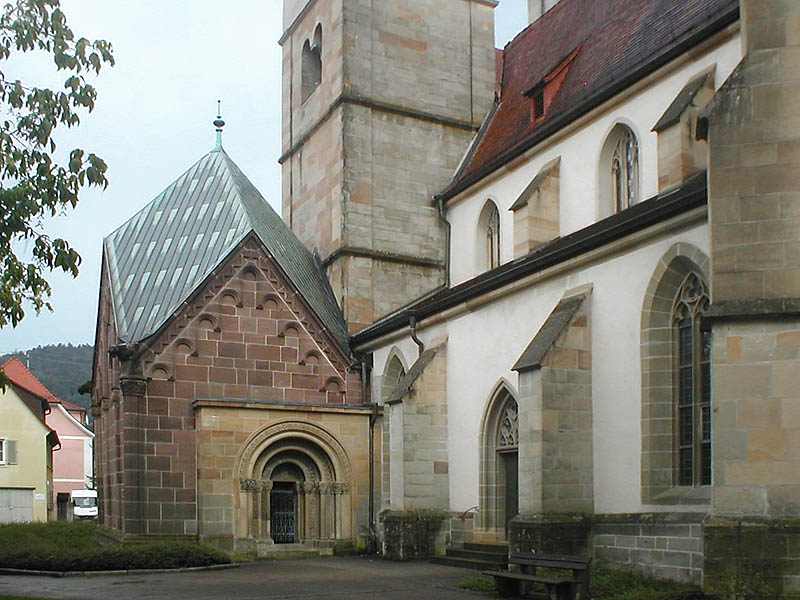
Die Walterichskapelle ist an die Stadtkirche angebaut

Die Walterichskapelle wurde um 1230 im Stil der Romanik erbaut. Da sich das Grab Walterichs in der nahen Walterichskirche befindet, ist die Kapelle vermutlich eine Gedächtniskapelle. Auf den annähernd würfelförmigen Grundkörper des Gebäudes ist ein steilgiebliges Dach mit rautenförmigen Dachflächen aufgesetzt. Das schmuckvolle Portal ist vierfach getreppt. Im Tympanon ist der thronende Christus dargestellt (Majestas Domini). Die Portalbögen und Halbsäulen sind mit Tierfiguren und Knospen ausgeschmückt. Das Ostfenster ist an der Außenseite ebenfalls mit einem sehr schmuckvollen Rahmen aus Wülsten und Kehlungen mit Rank- und Blattwerk verziert und von einem Löwenkopf bekrönt.
Im Inneren der Kapelle befindet sich ein ähnlicher schmuckvoller Rundbogenfries mit Halbsäulen, an einem der Kapitelle rechts ist ein Männerkopf, vermutlich der Kopf des Klostergründers Walterich, zu sehen. Weiterhin weist das Kapelleninnere vier Kleeblattbögen auf, unter denen sich steinerne Sitzbänke für jeweils drei Personen befinden.

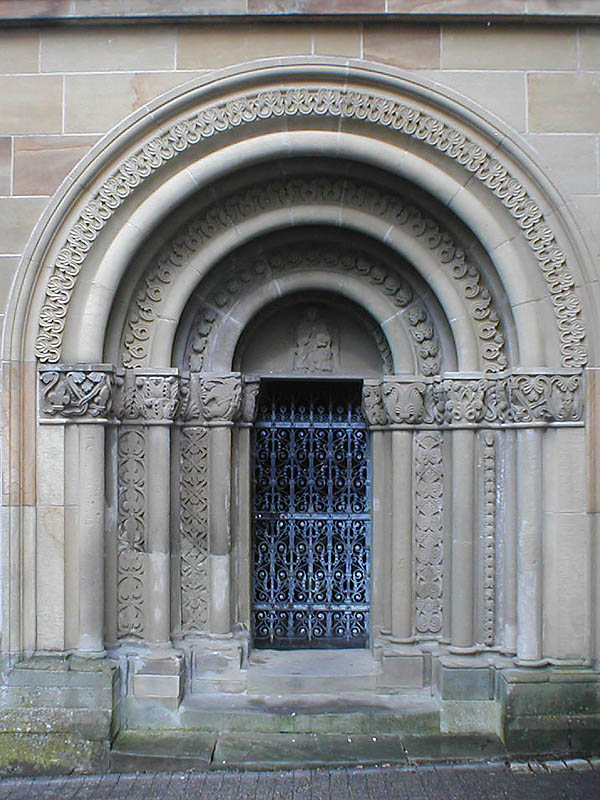
Portal der Walterichskapelle
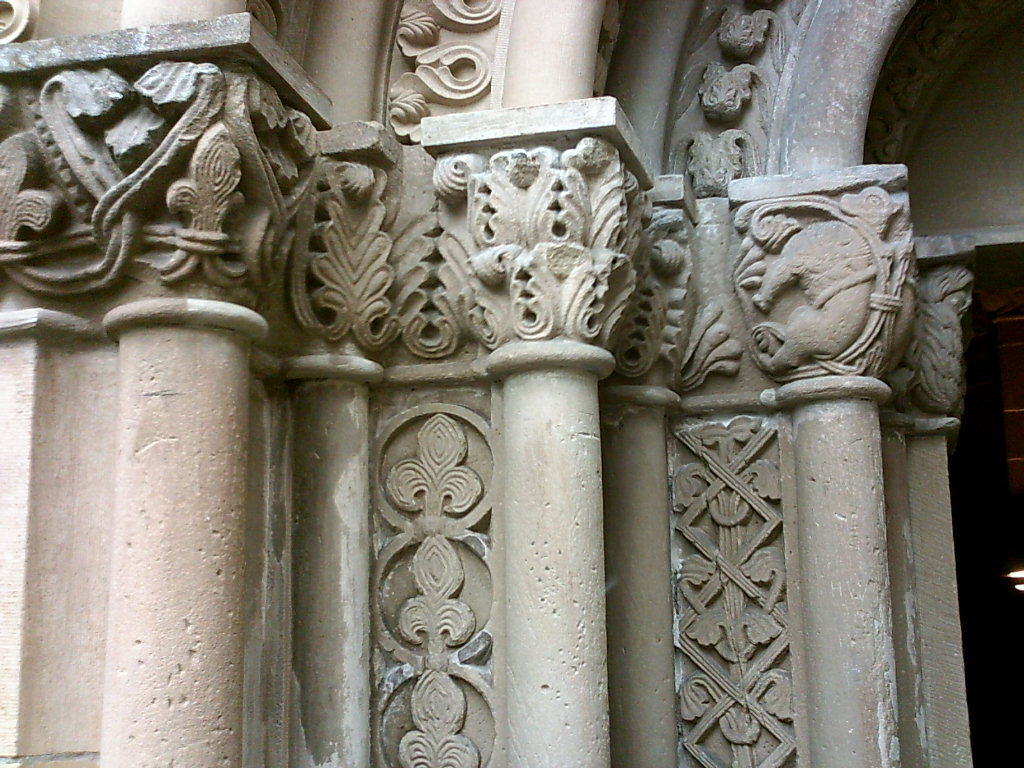
Detail vom Portal der Walterichskapelle
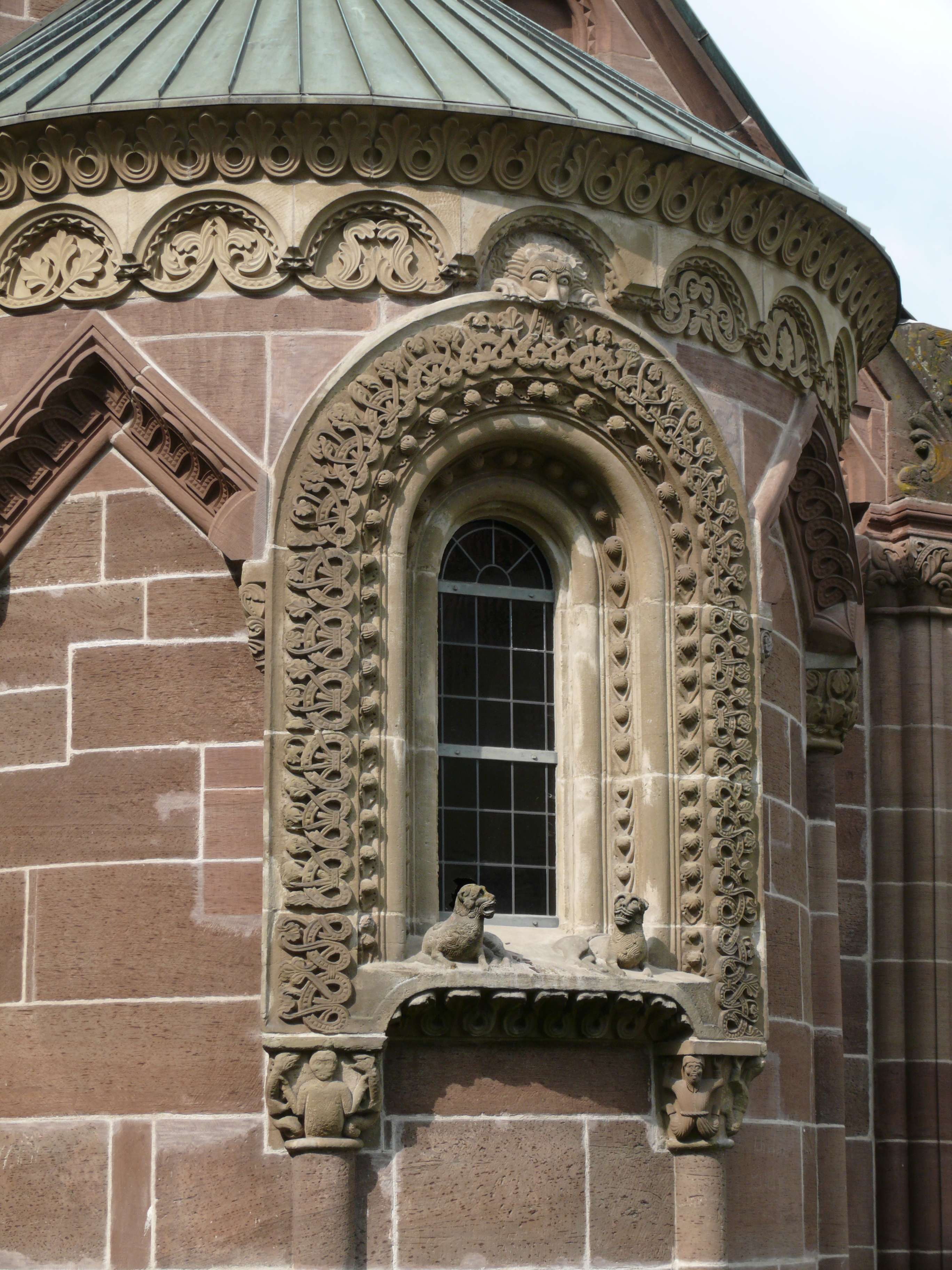
Ostfenster der Walterichskapelle
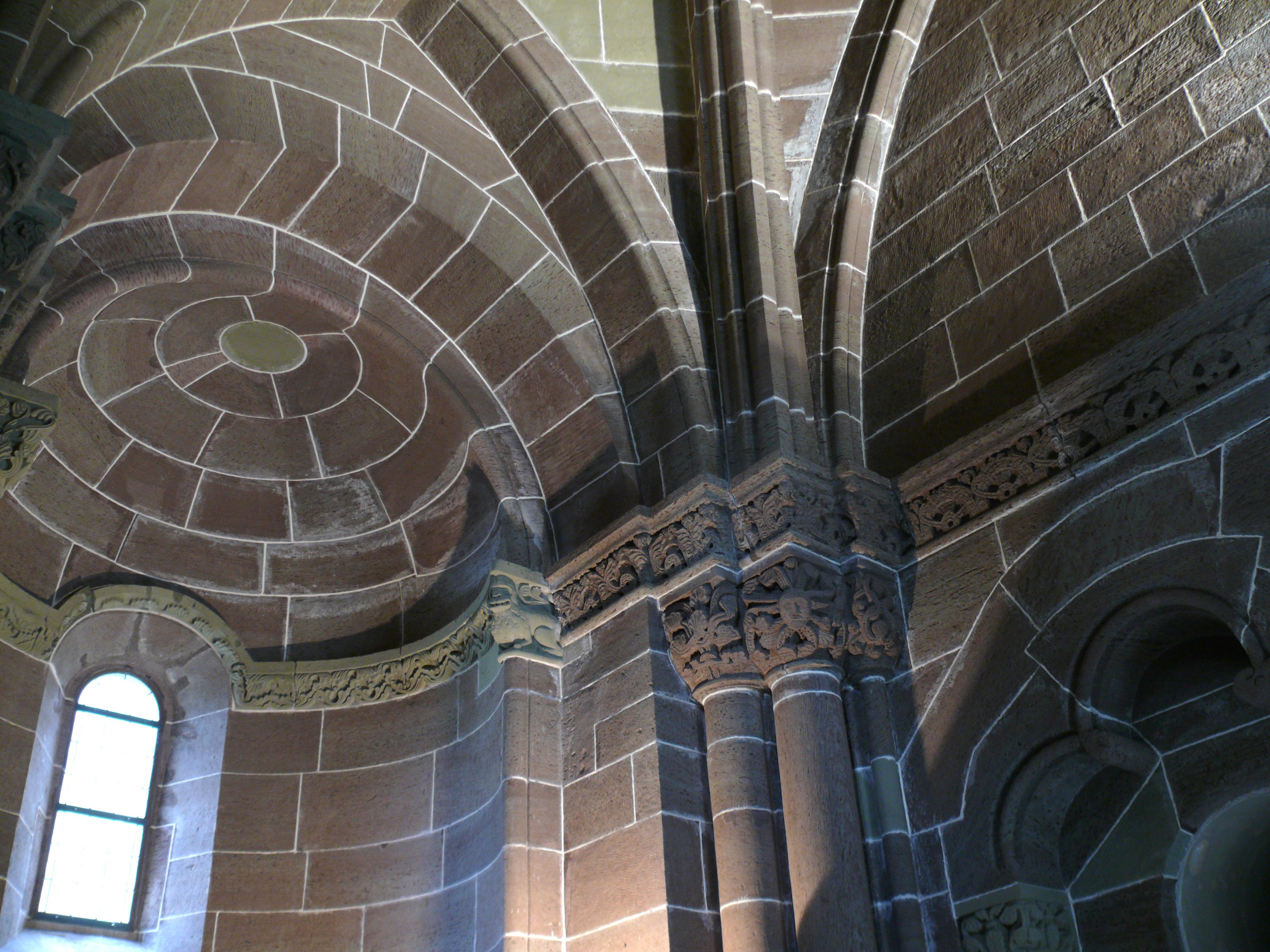
Südost-Ecke des Gewölbes im Innenraum mit Apsis (links)
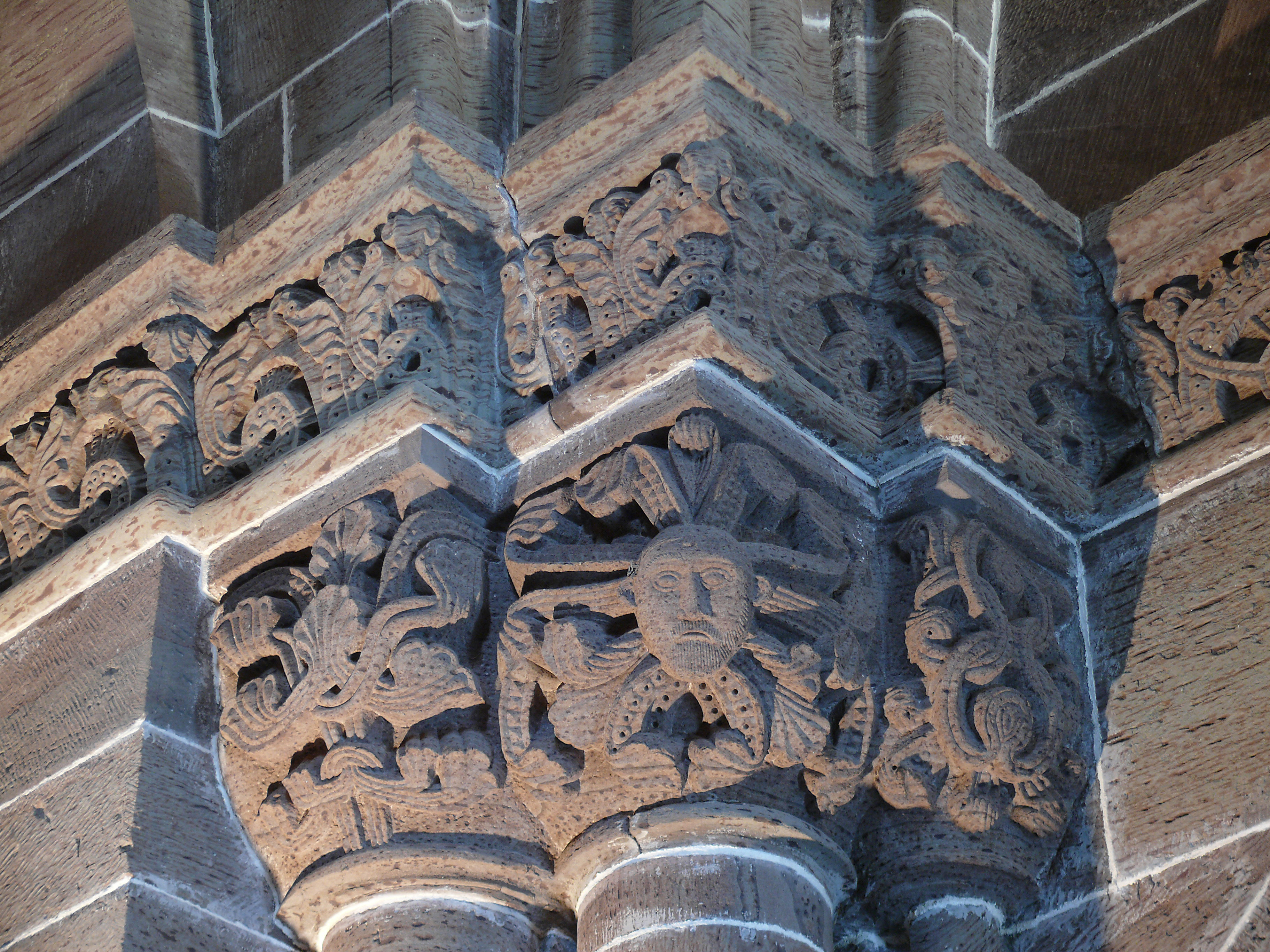
Blattkapitelle mit Maske